# Blauwe bremraap
Blauwe bremraap (Orobanche purpurea) is een  plant uit de bremraapfamilie (Orobanchaceae).
Synoniemen zijn Phelypaea coerulea, Orobanche coerulea en Orobanche arenaria.

## Kenmerken
Blauwe bremraap is een kruidachtige plant die een hoogte bereikt van 15–60 cm. De winterknoppen bevinden zich onder de grond. De bloeitijd loopt van juni tot juli. De 1,8–3 cm grote bloemkronen zijn aan de voet wit, maar zijn verder donkergeaderd blauw van kleur. De kelk heeft vier lancetvormige tanden en aan de achterzijde een vijfde tand. De vrucht is een doosvrucht.

## Ecologie
Blauwe bremraap groeit op droge, oligotrofe tot mesotrofe grond die niet tot matig kalkhoudend en neutraal tot zwak basisch is. In Nederland treft men de soort in de duinen, maar ook langs rivierdijken en rivierduintjes. De plant is een parasiet en beschikt niet over chlorofyl. De soort parasiteert op gewoon duizendblad en verschillende alsemsoorten.
Bestuiving vindt plaats door vlinders.

## Verspreiding
Het verspreidingsgebied van blauwe bremraap strekt zich uit over Europa van Spanje en West-Frankrijk via de Alpen, de Balkan en Oekraïne tot de Kaspische Zee. In Noord-Europa is de soort zeldzaam in Zuid-Engeland, de Benelux, Duitsland en Polen.
In België staat de soort op de Rode lijst als zeer zeldzaam. In Nederland staat de soort op de Rode Lijst als zeer zeldzaam en matig in aantal afgenomen.